# Super Crate Box
Super Crate Box es un videojuego matamarcianos independiente hecho por Vlambeer. Fue lanzado por primera vez para Microsoft Windows el 22 de octubre de 2010, y fue seguido por ports para Mac OS X el 26 de noviembre de 2010, iOS el 4 de enero de 2012, y PlayStation Vita el 3 de octubre de 2012. Un demake para Commodore 64 fue desarrollado por Paul Koller, con música hecha por Mikkel Hastrup, y distribuido por RGCD como Super Bread Box el 22 de octubre de 2013.

## Jugabilidad
La jugabilidad principal de Super Crate Box se centra en un mapa 2D. Los enemigos aparecen continuamente desde la parte superior del mapa, y vienen en tres variedades: pequeños, grandes y voladores. Una caja siempre se encontrará disponible en una ubicación al azar del mapa, y recolectar una caja otorgará una de 14 armas, elegida al azar. En todo momento habrá un pozo de fuego en la parte inferior del mapa. Si un enemigo alcanza el pozo y cae adentro, reaparecerá en el extremo superior del mapa con la misma salud, pero moviéndose considerablemente más rápido. Entrar en contacto con un enemigo provocará la muerte instantánea.
La meta del juego es sobrevivir la mayor cantidad de tiempo posible utilizando diferentes armas obtenidas de cajas para matar enemigos. El número de cajas que el jugador recolecte antes de morir constituye la puntuación. Al obtener cierto número de cajas en el juego, el jugador puede desbloquear nuevas armas, modos de juego y trajes cosméticos de personaje.
Existe un tablón de puntuaciones disponible en el sitio web oficial que sigue las puntuaciones más altas de los diferentes modos. El juego admite controles joypad.

## Desarrollo

### Versión de Commodore 64
En 2012, Super Crate Box fue porteado a la computadora hogareña Commodore 64 por Paul Koller. Esta conversión fue lanzada como un cartucho el 3 de octubre de 2013 bajo el título Super Bread Box. Esta versión cuenta con tres niveles nuevos y exclusivos con temática de Commodore 64, además de los tres originales, al igual que tablas en línea de las puntuaciones más altas, pero carece de los modos SFMT y emboscada, debido a las limitaciones del hardware.

## Recepción
Las versiones de PlayStation Vita y iOS recibieron «críticas generalmente favorables», mientras que la versión de Switch recibió críticas «mixtas» de acuerdo con el sitio web agregador de reseñas Metacritic. Mike Mason de Push Square dijo de la versión de Vita que «es un shooter plataformero frenético que se alimenta de la compulsión» y añadió que «si te atreves a abrir la caja en un día de pereza, no esperes volverla a cerrar por una hora». Edge dijo de la versión de iOS que «el desafío es feroz; mientras que tu contador supera tu mejor marca, el signo de exclamación acompañante es una ceja digital levantada ante la sorpresa de tu logro». Brad Nicholson de TouchArcade dijo lo mismo de la versión de iOS: «los ganchos están en sus partes constituyentes, que se mezclan sin problemas en una cacofonía de acción arcade, rodeando esta finalidad pura de juego».